# Lijst van oorlogsmonumenten in Nijkerk
De Nederlandse gemeente Nijkerk heeft 12 oorlogsmonumenten. Hieronder een overzicht.
| Nr.                             | Object                                           | Herdachte groep                                                                        | Ontwerper                                                   | Onthulling    | Type            | Locatie                                 | Plaats                 | Coördinaten                   | Foto                            |
| ------------------------------- | ------------------------------------------------ | -------------------------------------------------------------------------------------- | ----------------------------------------------------------- | ------------- | --------------- | --------------------------------------- | ---------------------- | ----------------------------- | ------------------------------- |
| 71                              | Joods monument                                   | vervolgden Nederland                                                                   | Marga Vogel (29-05-1948)                                    | 9 april 2002  | gedenksteen     | Bruins Slotstraat 1, 3861KC             | Nijkerk                | 52° 13' 41" NB, 5° 29' 28" OL | Meer afbeeldingen               |
| 72                              | Plaquette in het NS-station                      | burgerslachtoffers                                                                     | Ir. H.G.J. Schelling (ontwerp), H.J. Winkelman (uitvoering) |               | plaquette       | Willem Alexanderplein 16, 3862 CD       | Nijkerk                | 52° 13' 20" NB, 5° 29' 36" OL | Plaquette in het NS-station     |
| 363                             | Monument aan de Bruins Slotlaan                  | militairen in dienst van het Ned. Kon. 1940-1945                                       |                                                             | 1 juni 1940   | gedenksteen     | Bruins Slotlaan, 3861 KC                | Nijkerk                | 52° 13' 42" NB, 5° 29' 16" OL | Monument aan de Bruins Slotlaan |
| 458                             | Gedenkraam 1 Oktober 1944                        | burgerslachtoffers, overig                                                             | Fok van Slooten                                             |               | glas-in-lood    | Kolkstraat 27, 3861 AK                  | Nijkerk                | 52° 13' 31" NB, 5° 28' 60" OL | Gedenkraam 1 Oktober 1944       |
| 1570                            | Monument voor Walter Strang                      | geallieerde militairen                                                                 |                                                             | 1946          | overig          | Westerdorpsstraat, 3871 BN              | Hoevelaken             | 52° 10' 30" NB, 5° 27' 7" OL  | Monument voor Walter Strang     |
| 1575                            | Monument 1940-1945                               | burgerslachtoffers, vervolgden Nederland                                               | Nicolaas van der Kreek (31-01-1896)                         |               | beeld/sculptuur | Van Reenenpark, 3862 CB                 | Nijkerk                | 52° 13' 23" NB, 5° 29' 25" OL | Meer afbeeldingen               |
| 1576                            | Vredesmonument                                   | algemeen                                                                               | Janet van de Geest                                          |               | beeld/sculptuur | Oude Barneveldseweg, 3862 WX            | Nijkerk                | 52° 13' 9" NB, 5° 30' 3" OL   | Vredesmonument                  |
| 1958                            | Verzetsmonument                                  | militairen in dienst van het Ned. Kon. 1940-1945, verzet Nederland                     | J.L. Jo Essenbrink                                          |               | gedenksteen     | Vrijheidslaan, 3861 JB                  | Nijkerk                | 52° 13' 29" NB, 5° 29' 22" OL | Meer afbeeldingen               |
| 2360                            | Indië-monument                                   | militairen in dienst van het Ned. Kon. na 1945                                         | Comité Indië-gedenkteken Nijkerk                            |               | gedenksteen     | Van Reenenpark, 3862 CB                 | Nijkerk                | 52° 13' 22" NB, 5° 29' 27" OL | Meer afbeeldingen               |
| 2423                            | Monument voor Frans Tromp                        | verzet Nederland                                                                       |                                                             |               | plaquette       | Oosterdorpsstraat 16, 3871 AD           | Hoevelaken             | 52° 10' 34" NB, 5° 27' 36" OL |                                 |
| 3593                            | Evacuatiemonument                                | burgerslachtoffers                                                                     | Leerlingen van het Corlaer College                          | 20 april 2010 | zuil            | Frieswijkstraat 115, 3861 BK            | Nijkerk                | 52° 13' 7" NB, 5° 28' 45" OL  | Evacuatiemonument               |
|                                 | Bevrijdingsmonument                              | geallieerde Canadese militairen                                                        | Theo Zuurman                                                | 5 mei 2015    |                 | Parklaan                                | Hoevelaken             |                               |                                 |
| Dit oorlogsmonument op Wikidata | Vrijheidsmonument “Vrijheid vanuit liefde”       | algemeen                                                                               | Jan-Carel Koster                                            | 27 april 2022 | beeld           | Dorpsplein                              | Nijkerkerveen          | 52° 11' 45" NB, 5° 28' 2" OL  | Meer afbeeldingen               |
|                                 | Stolpersteine                                    | vervolgden Nederland                                                                   | Gunter Demnig                                               |               | plaquette       | Zie Stolpersteine in Nijkerk            | Nijkerk, Nijkerkerveen |                               | Meer afbeeldingen               |
|                                 | Negen Nederlandse oorlogsgraven                  | militairen in dienst van het Ned. Kon. 1940-1945, Verzet Nederland, burgerslachtoffers |                                                             |               | grafmonument    | Frieswijkstraat, Algemene Begraafplaats | Nijkerk                |                               |                                 |
|                                 | Herdenkingskruis Bemanning Mosquito 239 Squadron | geallieerde militairen                                                                 |                                                             |               | kruis           | Deuverdenseweg 9, 3862 RS               | Nijkerk                |                               |                                 |

Aalten ·
Apeldoorn ·
Arnhem ·
Barneveld ·
Berg en Dal ·
Berkelland ·
Beuningen ·
Bronckhorst ·
Brummen ·
Buren ·
Culemborg ·
Doesburg ·
Doetinchem ·
Druten ·
Duiven ·
Ede ·
Elburg ·
Epe ·
Ermelo ·
Harderwijk ·
Hattem ·
Heerde ·
Heumen ·
Lingewaard ·
Lochem ·
Maasdriel ·
Montferland ·
Neder-Betuwe ·
Nijkerk ·
Nijmegen ·
Nunspeet ·
Oldebroek ·
Oost Gelre ·
Oude IJsselstreek ·
Overbetuwe ·
Putten ·
Renkum ·
Rheden ·
Rozendaal ·
Scherpenzeel ·
Tiel ·
Voorst ·
Wageningen ·
West Betuwe ·
West Maas en Waal ·
Westervoort ·
Wijchen ·
Winterswijk ·
Zaltbommel ·
Zevenaar ·
Zutphen